# Jeux de l'Extrême-Orient 1919
Navigation
Édition précédente Édition suivante
Les 4e Jeux de l'Extrême-Orient (officiellement Far Eastern Games (en)) ont eu lieu du 12 au 16 mai 1919 à Manille, aux Philippines, à cette époque colonie américaine. 

## Organisation

### Sports
- Athlétisme
- Baseball
- Basket-ball
- Football
- Natation
- Plongeon
- Tennis
- Volley-ball

### Participants
- Chine
- Japon
- Philippines

## Classement
Le classement final était établi en fonction du nombre de disciplines remportées.
| Rang | Nation      | Victoire | Discipline                                     |
| ---- | ----------- | -------- | ---------------------------------------------- |
| 1    | Philippines | 4+       | Athlétisme, Baseball, Basket-ball, Volley-ball |
| 2    | Chine       | 1+       | Football                                       |
| 3    | Japon       | 1+       | Tennis                                         |

N.B Les résultats de natation et de plongeon restent inconnus

## Tableau des médailles
| Rang  | Nation      | Or | Argent | Bronze | Total |
| ----- | ----------- | -- | ------ | ------ | ----- |
| 1     | Philippines | 17 | 9      | 11     | 37    |
| 2     | Chine       | 4  | 5      | 5      | 14    |
| 3     | Japon       | 4  | 5      | 1      | 10    |
| Total | Total       | 25 | 19     | 17     | 61    |

N.B Les résultats ci-dessus sont incomplets et ne prennent en compte que les résultats complets d'athlétisme, de baseball, de basket-ball, de football et de volley-ball ainsi que les médailles d'or de tennis